# Julien Gourdel

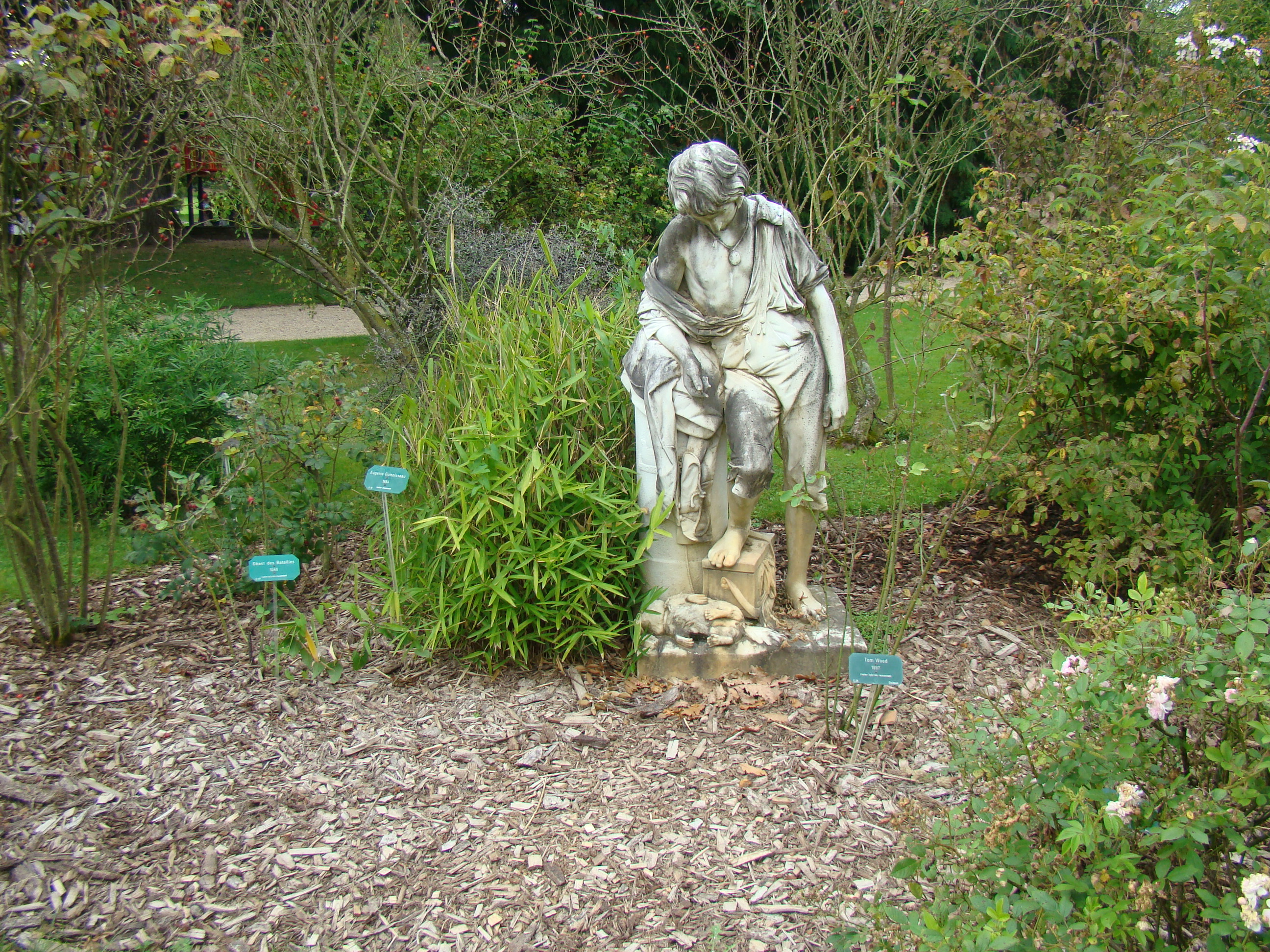
Jeune savoyard pleurant sa marmotte, estatua instalada en el parque del Thabor, en Rennes — Bretaña— Francia.

Julien Jean Gourdel (« Veneffles » en Châteaugiron, 1804-París, 1846) fue un escultor francés.

## Obras
Entre las mejores y más conocidas obras de Julien Jean Gourdel se incluyen:
- Busto retratando a Denis Pétau.
- Joven de Saboya llora por su marmota (en francés: Jeune savoyard pleurant sa marmotte). Estatua instalada en el parque del Thabor, en Rennes, Bretaña, Francia.

- Estatua de Santa Ana instruyendo a la Virgen, en la iglesia de San Sulpicio de París. autoría en conflicto con el escultor Marchi[1]

## Museo Gourdel
Un museo consagrado a las esculturas de los hermanos Pierre Gourdel y Julien Gourdel, se sitúa en la torre del reloj del castillo de Châteaugiron.

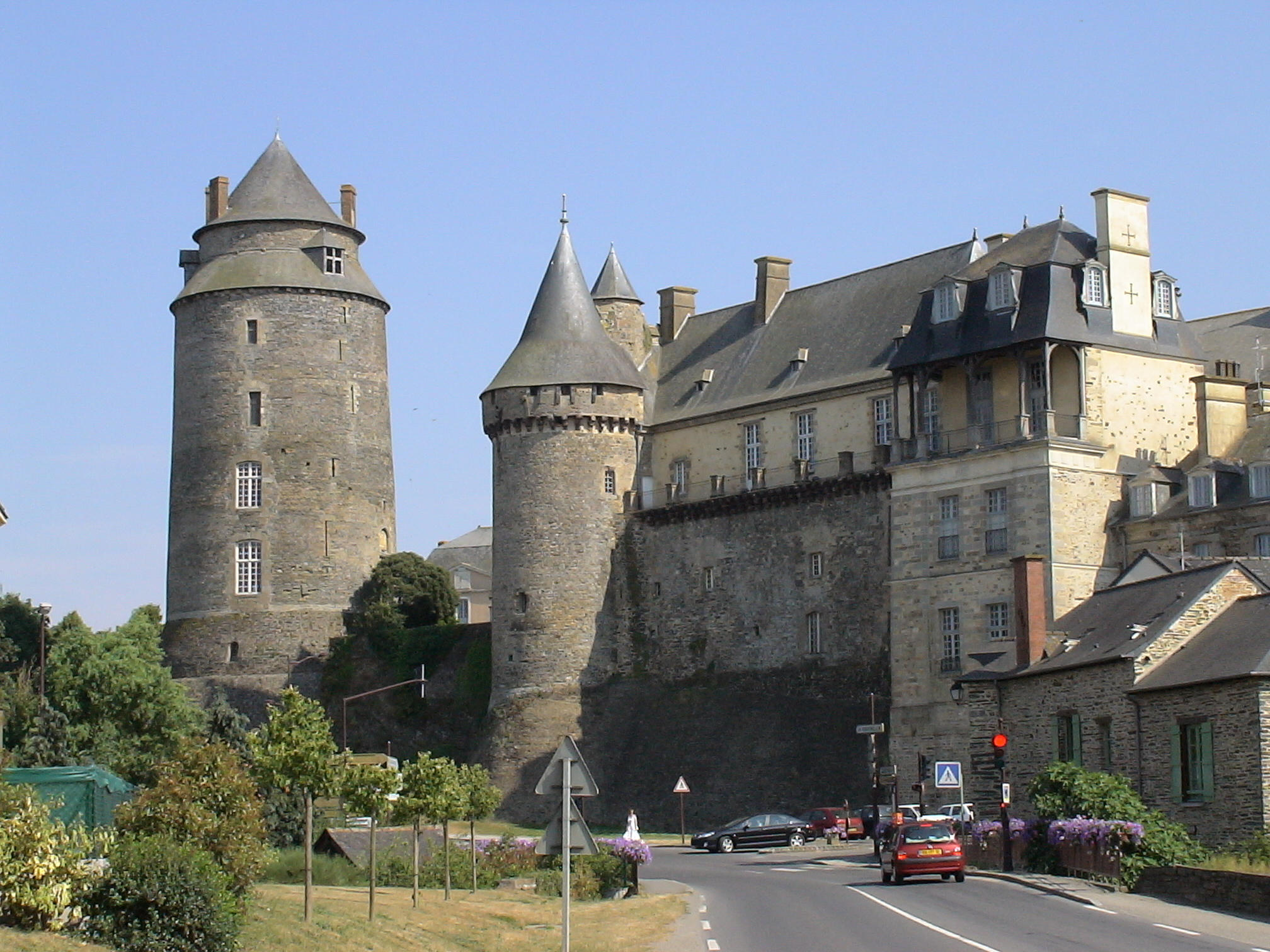
Museo Gourdel